# 国鉄DD93形ディーゼル機関車
DD93形ディーゼル機関車（DD93がたディーゼルきかんしゃ）は、かつて日本国有鉄道（国鉄）が試用した液体式ディーゼル機関車である。国鉄による試用の後、名古屋臨海鉄道に移籍し同社のND551形となった。

## 製造の背景
国鉄がディーゼル機関車の開発を模索していたころ、日本国内の車両メーカーは国鉄および日本国外への売り込みをはかるべく、独自の機関車を設計・試作した。これらの機関車は、合計9形式が国鉄に借り入れられ、40番台、のちに90番台の形式を与えられて試用された。一部の形式は国鉄が正式に購入した。それらの試作機関車のうち、入換用として製造されたのが、本形式である。1960年（昭和35年）に日本車輌製造本店で製造された。

## 構造
エンジンは、三菱日本重工横浜造船所が西ドイツのMAN社と技術提携して製作した1,100馬力のディーゼル機関である。動力伝達方式は液体式を採用した。液体変速機は富士電機フォイト製である。車体はDD13形の初期形に酷似しているが、側面から見ると運転室は中央からわずかにずれている。これは、片側のボンネットに機関を搭載し、もう片側のボンネットには冷却装置などを収めているためである。

### 主要諸元
- 全長：12,600 mm
- 全幅：2,846 mm
- 全高：3,900 mm
- 運転整備重量：53.0 t
- 機関：三菱日本重工横浜造船所製L12V 18/21形ディーゼル機関1基
- 液体変速機：富士電機フォイトLT306r
- 軸配置：B-B
- 出力：1,100 ps/1,500 rpm
- 最大牽引力：15,900 kg
- 動力伝達方式：液体式
- 最大運転速度：70 km/h

## 国鉄での運用
製造当初はDD93形ではなく「DD1000HV」という形式を表記したナンバープレートを装着していた。そのまま同年のARCアジア鉄道首脳者懇談会に展示された。国鉄が借り入れてからは名古屋機関区（現・名古屋車両区）に配属され、名古屋駅と笹島駅の入換に使用された。1965年（昭和40年）3月に日本車輌製造へ返却された。

## 名古屋臨海鉄道での運用
1965年（昭和40年）8月、名古屋港で貨物専業の名古屋臨海鉄道が開業する。開業にあわせて名古屋臨海鉄道では、DD93形をND551形 (ND551 1) と改名して貨物列車牽引および入換作業用に導入した。転入にあたって、エンジンをDML61S形（DD51形ディーゼル機関車が搭載）に換装している。
形式名ND551形の「N」は名古屋 (Nagoya)、「D」は動軸の数（4軸）、「55」は自重（55トン）、「1」はエンジン数を意味する。同様に開業にあわせて導入された形式にエンジン2台搭載のND552形がある。
1972年（昭和47年）6月に廃車となった。